# Juan Trull
Juan Vicente Trull (* 1. März 1973) ist ein ehemaliger spanischer Sprinter, der sich auf den 400-Meter-Lauf spezialisierte.

## Sportliche Laufbahn
Erste internationale Erfahrungen sammelte Juan Trull bei den Junioreneuropameisterschaften 1991 in Thessaloniki, bei denen er mit der spanischen 4-mal-400-Meter-Staffel im Vorlauf disqualifiziert wurde. Im Jahr darauf nahm er im 200-Meter-Lauf an den Juniorenweltmeisterschaften in Seoul teil und gelangte dort bis in das Halbfinale, in dem er mit 21,56 s ausschied. 1998 qualifizierte er sich über diese Distanz für die Halleneuropameisterschaften in Valencia und schied dort mit 21,52 s in der ersten Runde aus. Im Sommer gewann er bei den Europameisterschaften in Budapest mit der spanischen Stafette in 3:02,47 min die Bronzemedaille hinter den Mannschaften aus dem Vereinigten Königreich und Polen. Im Jahr 1999 konnte er sich über 400 Meter für die Hallenweltmeisterschaften in Maebashi qualifizieren und gelangte dort bis in das Halbfinale, in dem er mit 46,88 s ausschied und sich auch mit der Staffel nicht für das Finale qualifizieren konnte. Im Sommer nahm er mit der Staffel an den Weltmeisterschaften in Sevilla teil, schied dort aber mit 3:02,85 min im Vorlauf aus. Im Jahr darauf ebenfalls das Erstrundenaus in 48,15 s bei den Halleneuropameisterschaften in Gent über 400 Meter.

## Bestleistungen
- 200 Meter: 21,33 s (+0,9 m/s), 4. September 1998 in Andújar
  - 200 Meter (Halle): 21,33 s, 15. Februar 1998 in Valencia
- 400 Meter: 46,12 s, 10. August 1999 in Monachil
  - 400 Meter (Halle): 46,88 s, 20. Februar 1999 in Sevilla